# Diploma Olímpico
Um diploma Olímpico é um certificado em papel que se atribuí aos primeiros oito classificados em cada uma das diversas modalidades dos Jogos Olímpicos. Apesar dos três primeiros classificados receberem medalhas desde os Jogos Olímpicos de 1896, em 1949, estabeleceram-se diplomas para os atletas que ocupam o quarto, quinto e sexto lugar, e em 1981 alargou-se a oferta dos diplomas para aqueles que terminam em sétimo e oitavo lugar.
O diploma está inscrito e assinado por uma autopen com as assinaturas do Presidente do Comité Olímpico Internacional e o chefe do comité organizador daquela Olimpíada. O desenho do diploma, tal como sucede com o design das medalhas olímpicas, deve ser aprovado pelo COI.
Um atleta que receba um diploma e seja posteriormente sancionado por infrações ao Código de Ética do COI, ao Código Mundial Antidopagem ou de outros regulamentos, deve devolver o diploma ao COI.